# Río Tuéjar
El río Tuéjar es un río que nace en el término municipal de Tuéjar, al este de la península ibérica, es un afluente del Turia. Discurre por la provincia española de Valencia.

## Curso
Nace en el término municipal de Tuéjar en el denominado Azud o Nacimiento del Río Tuéjar, paraje situado a escasos kilómetros de la población citada. Es un afluente del río Turia, que desemboca en el mar Mediterráneo.
Se encuentra situado cerca de las estribaciones del macizo de Javalambre, uno de los territorios más agrestes de la Comunidad Valenciana. Su accidentada orografía y sus cristalinas aguas hacen del entorno de su nacimiento uno de los parajes más bellos y mejor conservados de la comarca de Los Serranos. Así, según decreto 125/2013 el Consejo de la Generalidad Valenciana declaró paraje natural al enclave denominado "Nacimiento del Río Tuéjar". 
Su entorno posee una rica flora, y está declarado como microrreserva vegetal de la Comunidad Valenciana, según la Orden de 22 de octubre de 2002, de la Conselleria de Medio Ambiente de la Generalidad Valenciana, bajo la denominación "Riberas del Río Tuéjar". 
Aparece descrito en el séptimo volumen del Diccionario geográfico-estadístico-histórico de España y sus posesiones de Ultramar de Pascual Madoz de la siguiente manera:

[nace] al NO. de Tuejar, en la partida llamada de la Raconada, donde no es mas que un barranco; pero al poco trecho recibe las copiosas aguas que por muchas bocas, manantiales y fuentes brotan á corta dist. de Tuejar al NO., las cuales reunidas en un solo cáuce, forman un riach. que corre en direccion de SE.: cuasi en frente de estos manantiales desemboca un barranco que baja de la Yesa por Alpuente; y al llegar al sitio llamado los Chorros de Tuejar toman sus aguas, [y] recibe las corrientes que manan de un riach. que se forma al NO. de Chelva [...] penetra despues en el térm. de Calles, y luego en el de Domeño, cuyos pueblos quedan á la der., y frente de este último á muy corta dist. desemboca en el r. Turia. Con sus aguas se fertilizan las hermosas huertas de Tuejar, Chelva, Calles y Domeño, da impulso á 4 molinos harineros, en el primero un batan y otros 4 en el segundo, 3 en el tercero y 2 en el cuarto: sobre su cauce se ven algunos puentes de piedra y madera para dar paso á las poblaciones antes mencionadas. Cria barbos y anguilas.
(Madoz, 1847, p. 317)

## Nombre del río
Durante los meses de lluvia y posible deshielo, un torrente que nace en la Rambla de Arquela (Alpuente) y transcurre por el término municipal de Chelva, nutre al río Tuéjar. Este acontecimiento es uno de los motivos de la disputa sobre el nombre del río. 
La disputa sobre el nombre del río, entre río Tuéjar y de Chelva, entre los poblados homónimos se ha mantenido a lo largo del tiempo. El 17 de junio de 2002, el alcalde de la localidad de Chelva solicitó del Consejo Valenciano de Cultura (CVC) informe-dictamen sobre el nombre más adecuado a la tradición histórica y que oficialmente deba darse al río. En octubre de 2002, el CVC emitió dicho informe, donde se determina:

Se desprende de los hechos que Río de Chelva es forma avalada por la documentación antigua y que Río Tuéjar es forma ampliamente difundida por el uso y la cartografía actuales, bien entendido que la primera no siempre designó en sí al afluente del Turia, sino al conjunto de villas de la Serranía que, a la manera de la Serra d’Eslida o de la Vall de Guadalest, conformaban un mismo señorío o jurisdicción.

En cualquier caso, estimamos que no compete al CVC desautorizar el uso, bien fundamentado, de la forma Río Tuéjar, sino reconocer la legitimidad de la forma Río de Chelva (no Río Chelva), apoyada en los textos antiguos; y la de la denominación Río Tuéjar, asentada no sólo en el uso social y administrativo contemporáneo, sino también en el carácter oficial que le confiere el Centro de Estudios Hidrográficos.